# ヒュンシュテッテン
ヒュンシュテッテン (ドイツ語: Hünstetten) は、ドイツ連邦共和国ヘッセン州ダルムシュタット行政管区のラインガウ＝タウヌス郡に属す町村である。行政機関はヴァルバッハ地区にある。

## 地理

### 位置
ヒュンシュテッテンは、リムブルクと州都ヴィースバーデンとの間の、タウヌス山地主脈の北に位置している。

### 隣接する市町村
ヒュンシュテッテンは、北はヒュンフェルデン、北東はバート・カムベルク（ともにリムブルク＝ヴァイルブルク郡）、東はイトシュタイン、南はタウヌスシュタイン、西はホーエンシュタインおよびアールベルゲン（以上いずれもラインガウ＝タウヌス郡）と境接している。

### 自治体の構成
ヒュンシュテッテンは以下の地区からなる。
人口は、2018年12月31日のデータに基づく。
| 地区                         | 人口（人） |
| ---------------------------- | ---------- |
| ベヒトハイム                 | 900        |
| ボイエルバッハ               | 1,169      |
| ゲルスロート                 | 1,703      |
| ケッセルバッハ               | 1,043      |
| ケッテルンシュヴァルバッハ   | 464        |
| リムバッハ                   | 670        |
| オーバーリプバッハ           | 713        |
| シュトリンツ＝トリニタティス | 926        |
| ヴァルバッハ                 | 1,089      |
| ヴァルラーベンシュタイン     | 2,056      |

## 歴史

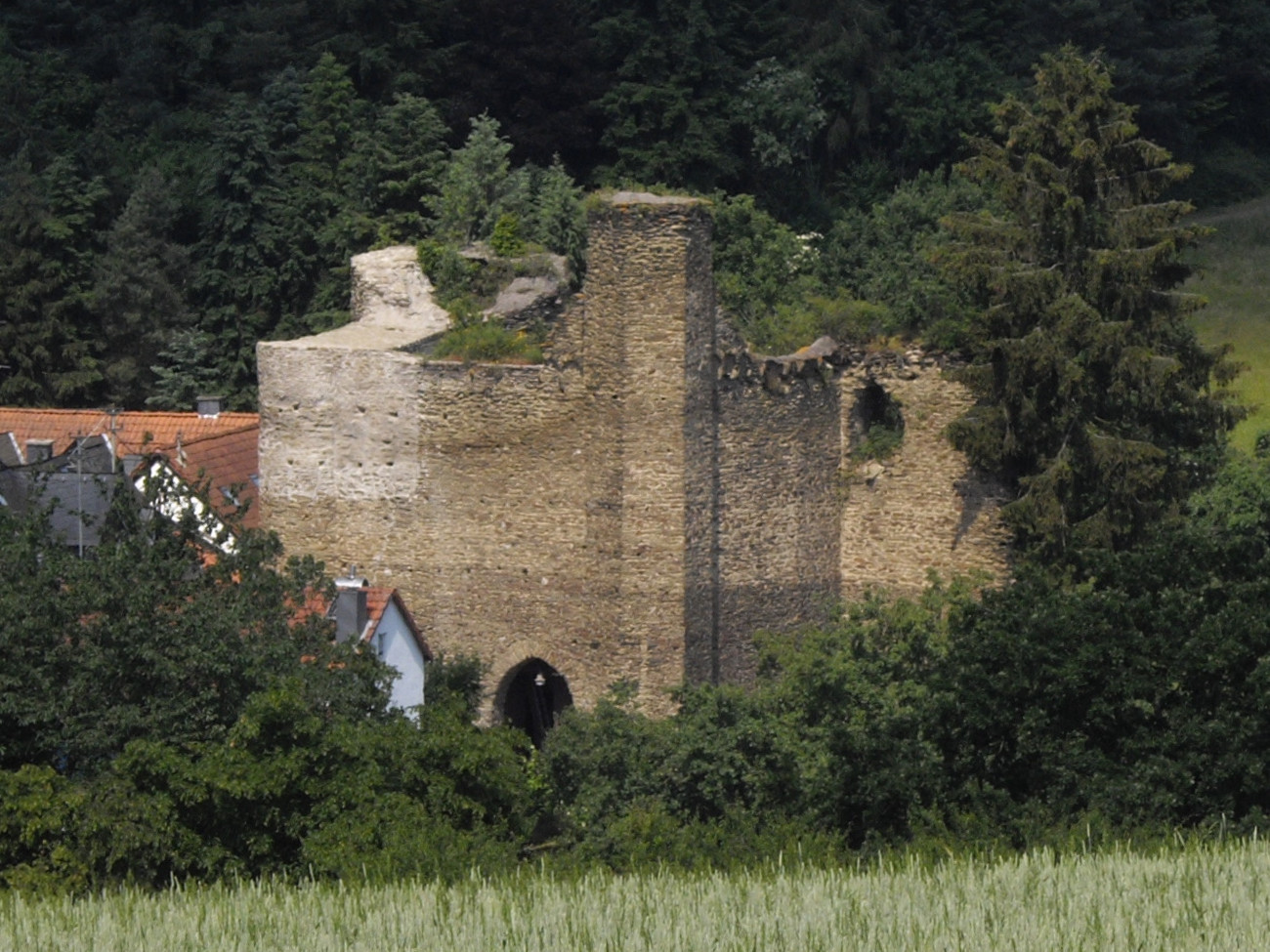
ヴァルラーベンシュタイン城趾

バウエルバッハ付近で、紀元前4400年から紀元前3500年の石器時代に定住がなされていたことは確実視されている。これは、ミヒェルスベルク文化に属す出土品により証明されている。
ヘッセン州の地域再編に伴い、1971年1月31日に、自由意思に基づいてボイエルバッハ、ケッセルバッハ、ケッテルンシュヴァルバッハ、リムバッハ、シュトリンツ＝トリニターティス、ヴァルバッハの6町村が合併し、ヒュンシュテッテン町が形成された。1972年7月1日に、やはり自由意思でオーバーリプバッハがこれに加わった。州法の発効に伴い、1977年1月1日にベヒトハイム、ゲルスロート、ヴァルラーベンシュタインが合併した。これら旧町村はいずれも、オルツバイラート（地区委員会）とオルツフォアシュテーアー（地区代表）を有するオルツベツィルク（地区）となっている。中央に位置するヴァルバッハに、町の行政機関として新しい建築複合体が建設された。

## 行政

### 議会
ヒュンシュテッテンの町議会は31議席からなる。

### 首長
ヘッセン州では、1993年から市町村長は6年ごとに直接選挙で選出される。
2012年からヤン・クラウス (HüLi) がヒュンシュテッテンの町長を務めている。彼は2018年10月28日の選挙で 72.4 % の支持票を集めて再選された。

### 紋章
図柄: 金地で、赤い両側部とそれを結ぶ横帯。横帯の上部に4つ（2,2の配置）、下部に6つ（2,2,2の配置）の、2つつながった青いTの文字。
この紋章は町の要請に基づいて、バート・ナウハイムの紋章研究家ハインツ・リットによってデザインされた。上部がつながったTの文字はドイツの紋章学上「Hünengrab」(支石墓を意味する) と呼ばれる意匠で、10は旧町村の数を表しており、赤い「H」の文字は1972年に成立したこの街の名称の頭文字である。その横棒は同時にヒューナー街道（連邦道 B417号線）を表してもいる。この道路は、この街を4地区と6地区に分けている。
この紋章は1970年12月にダルムシュタット州立文書館の認可を得た。

### 姉妹自治体
- ノイキルヒェン・アム・グロースヴェネーディガー（ドイツ語版、英語版）（オーストリア、ザルツブルク州）1976年[13]

## 文化と見所

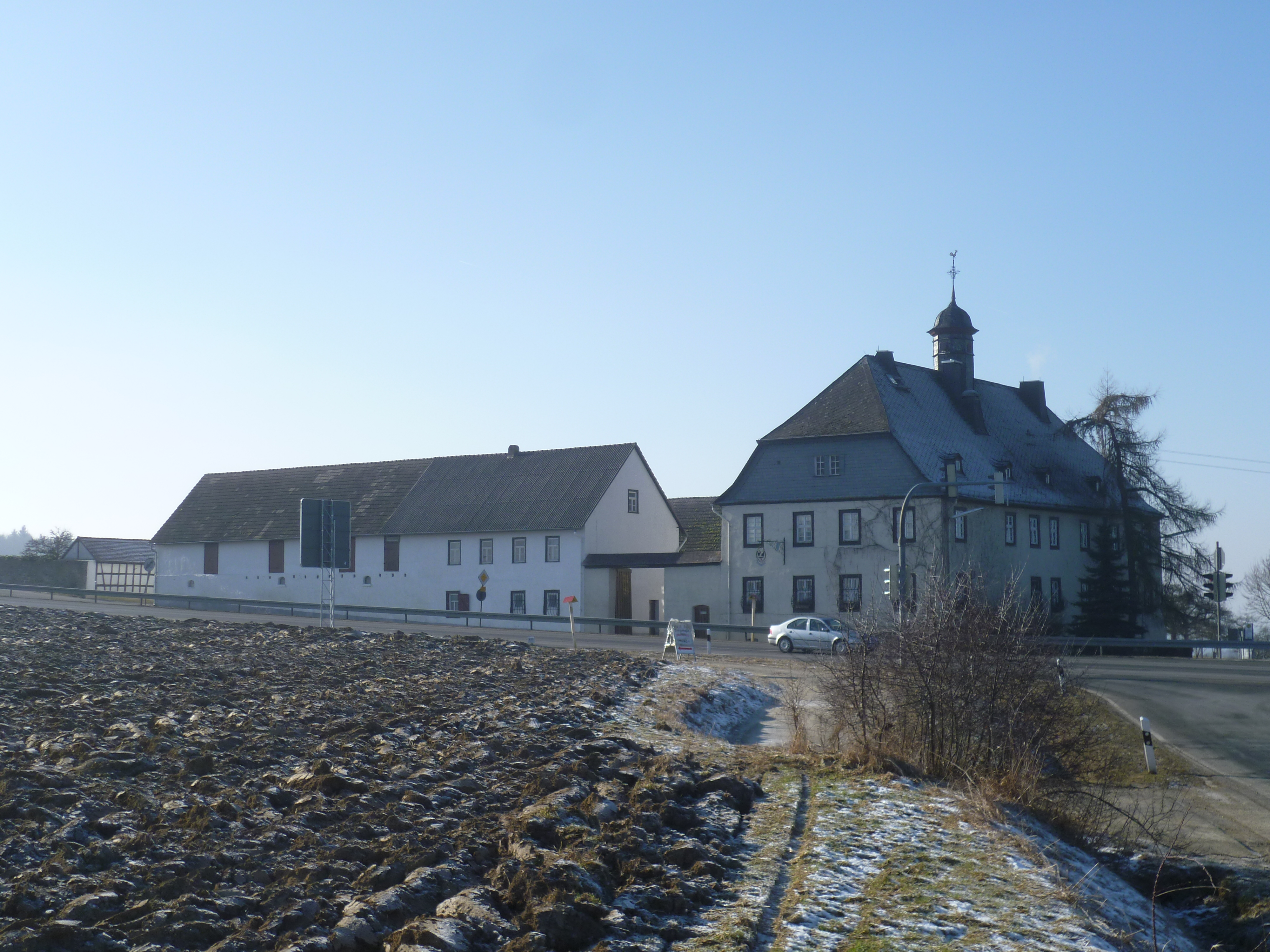
リムバッハ地区のヒューナーキルヒェ

### 建築
ヒュンシュテッテン町は2020年に「ヒュンシュテッテン文化の径」を設けた。これは町内の全地区の文化的価値のある箇所をたどるものである。各箇所には情報を記した案内板がある。ヒュンシュテッテンの約60件の文化財のうち、40件が文化の径沿いにある。文化の径はヘッセン州とEUの後援を受けて設けられた。

## 経済と社会資本

### 経済構造
ヒュンシュテッテンは田舎であり、現在も農業が一定の役割を担っている。しかし、20世紀後半にこの街は住宅地に変貌した。この町には約800人分の職場がある。これは就労者の大半が、道路網を利用して主にライン＝マイン地方の町外で生活収入を得ていることを意味している。

### 交通
この町は、アウトバーン A3号線のバート・カムベルク・インターチェンジから 4 km、イトシュタイン・インターチェンジから 8 km の距離にあり、広域交通網への接続が良い。これに加えて連邦道 B417号線が町内を通っている。ヴィースバーデンへは 22 km、マイツへは 26 km、フランクフルト・アム・マインへは 50 km の距離である。

### 教育
- IGS ヴァルラーベンシュタイン（統合型総合学校）、ヴァルラーベンシュタイン
- ラーベンシュタインシューレ（基礎課程学校）、ヴァルラーベンシュタイン
- パノラマシューレ（基礎課程学校）、ゲルスロート